# Achondrostoma
Genre
Achondrostoma est un genre de poissons téléostéens de la famille des Cyprinidae (ordre des Cypriniformes)

## Répartition
Les espèces du genre Achondrostoma sont endémique de la péninsule ibérique.

## Liste des espèces
Selon World Register of Marine Species (3 avril 2024) :
- Achondrostoma arcasii (Steindachner, 1866)
- Achondrostoma occidentale (Robalo, Almada, Sousa Santos, Moreira & Doadrio, 2005)
- Achondrostoma oligolepis (Robalo, Doadrio, Almada & Kottelat, 2005)
- Achondrostoma salmantinum Doadrio & Elvira, 2007

Auxquelles, FishBase (3 avril 2024) ajoute les trois espèces suivantes décrites en 2023 :
- Achondrostoma asturicense Doadrio, Casal-López & Perea, 2023
- Achondrostoma garzonorum Doadrio, Casal-López & Perea, 2023
- Achondrostoma numantinum Doadrio, Casal-López & Perea, 2023

## Galerie

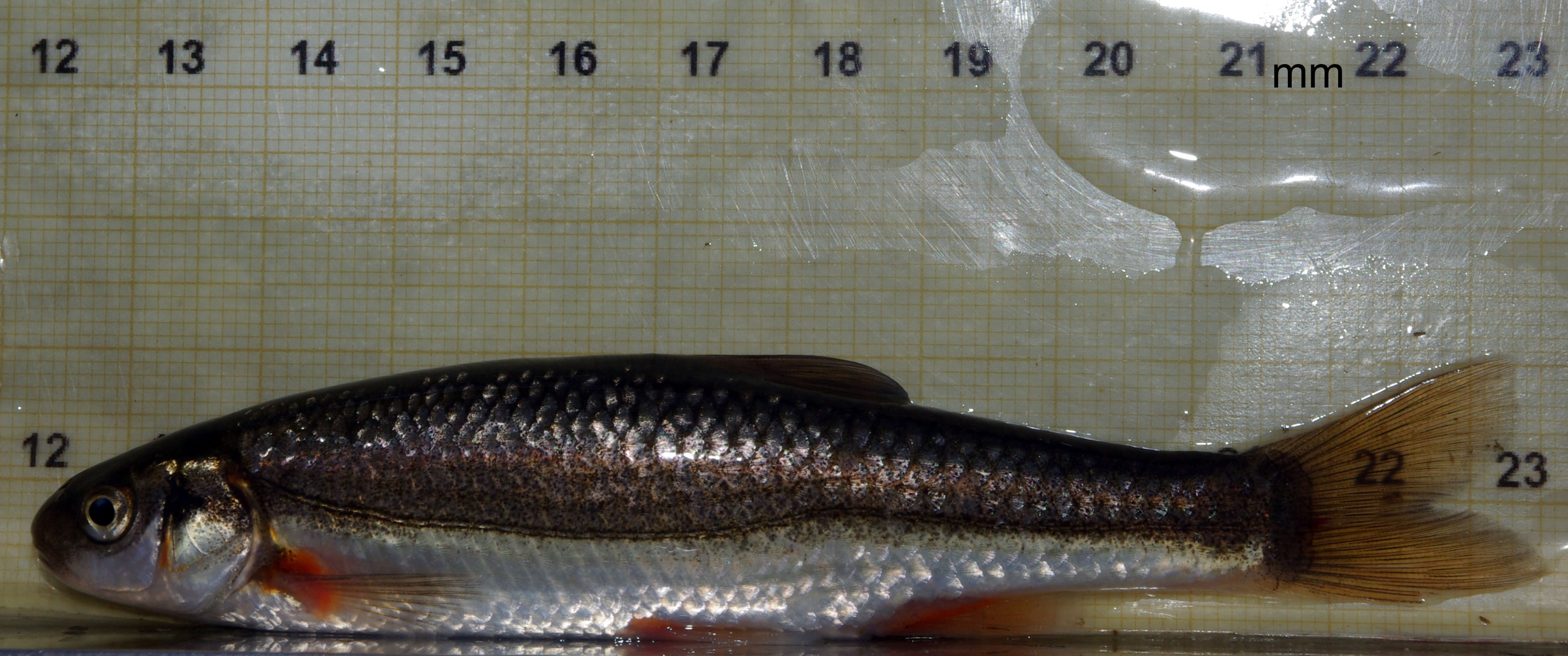
Achondrostoma arcasii
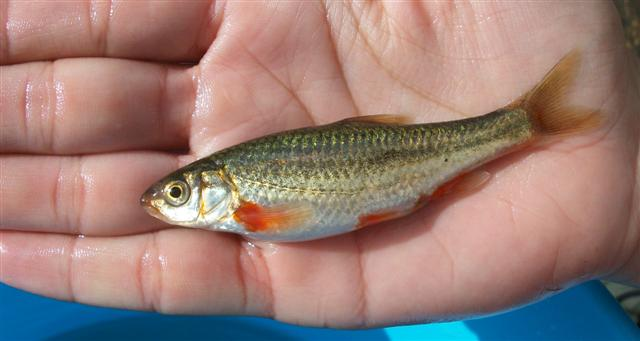
Achondrostoma occidentale
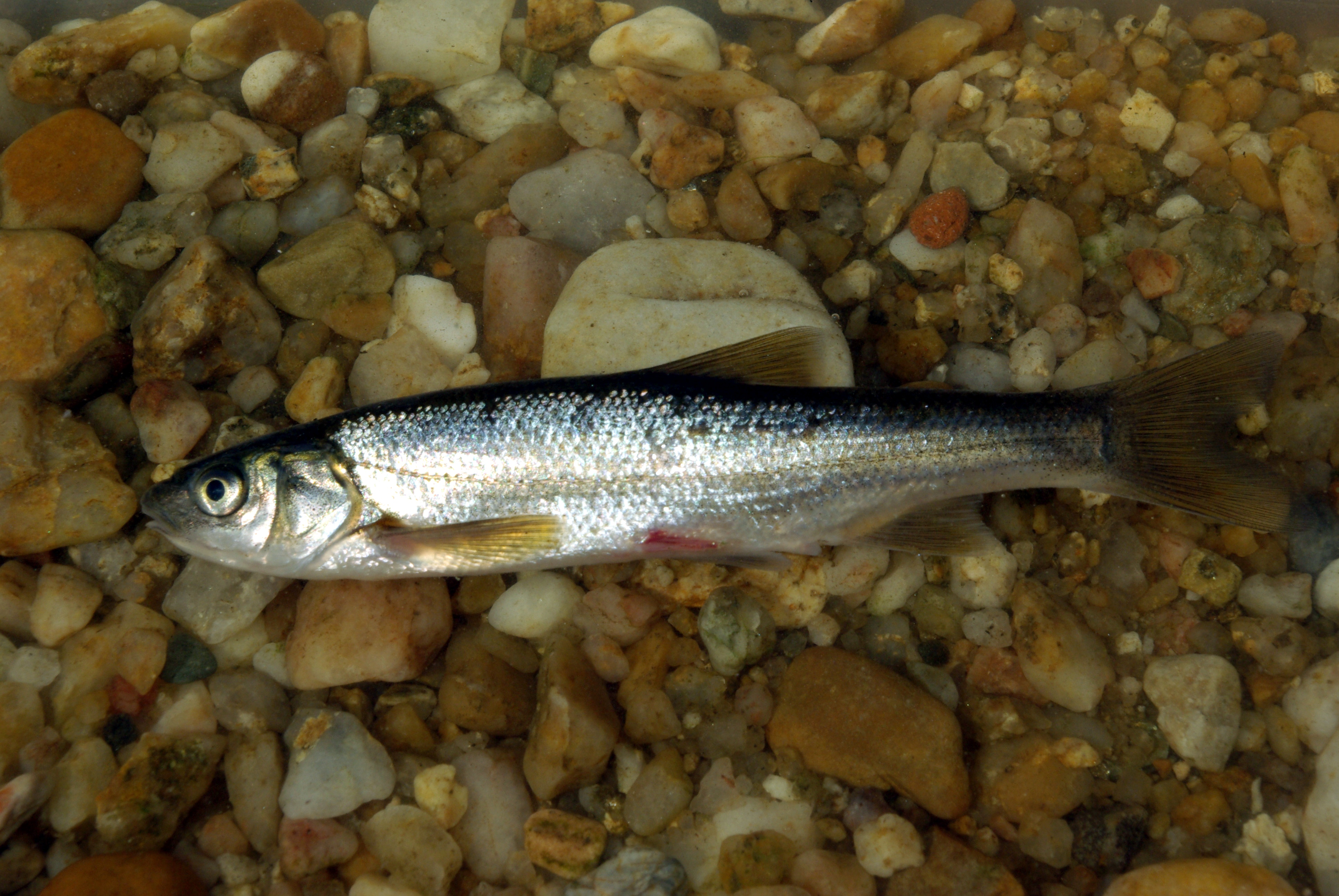
Achondrostoma salmantinum

## Classification
Le nom valide complet (avec auteur) de ce taxon est Achondrostoma Robalo (d), Almada (d), Levy (d) & Doadrio (d), 2007,.
Le genre a été érigé en 2007 pour trois espèces de poissons, anciennement classées dans le genre Chondrostoma. Un peu plus tard dans cette même année une population de Iberochondrostoma lemmingii a été séparée sur la base des données morphologiques et phylogénétiques et décrite une autre espèce de Achondrostoma.

## Étymologie
Le nom générique, Achondrostoma, composé du grec ancien ἀ, a, « absence, privation », χόνδρος, chóndros, « cartilage », et στόμα, stóma, « bouche », fait référence à l'absence de plaque cornée comme celle présente pour les espèces du genre Chondrostoma.

## Publication originale
- (en) Joana Isabel Robalo, Vítor Carvalho Almada, André Levy et Ignacio Doadrio, « Re-examination and phylogeny of the genus Chondrostoma based on mitochondrial and nuclear data and the definition of 5 new genera », Molecular Phylogenetics and Evolution, Academic Press et Elsevier, vol. 42, no 2,‎ 20 juillet 2006, p. 362-372 (ISSN 1055-7903 et 1095-9513, PMID 16949308, DOI 10.1016/J.YMPEV.2006.07.003, lire en ligne).